# Franck Dubosc

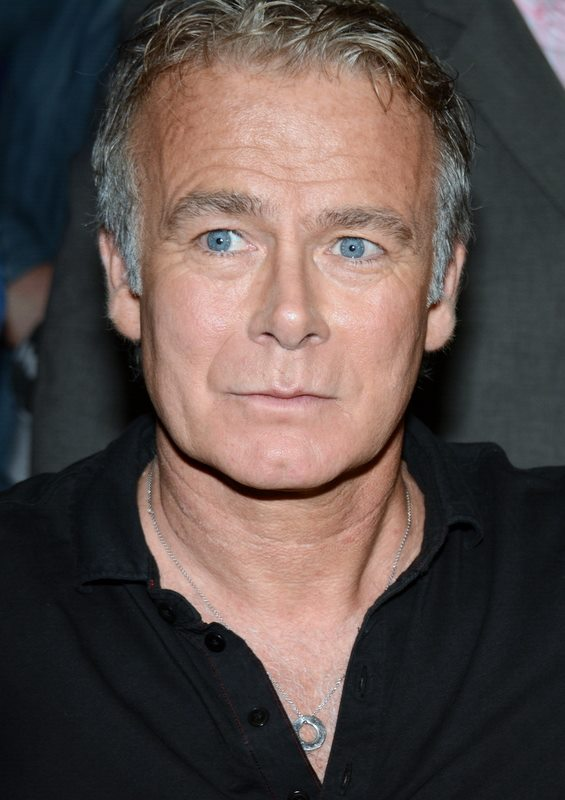
Franck Dubosc (2014)

Franck Dubosc (* 7. November 1963 in Le Petit-Quevilly) ist ein französischer Schauspieler und Komiker.

## Kindheit und Ausbildung
Dubosc ist der Sohn des Zollbeamten Lucien und der Rathausbeamtin Janine Dubosc. Er besuchte das Collège Claude Bernard, später das Lycée Val de Seine und betrieb Judo. Andere nahmen ihn als einsamen, schüchternen und träumerischen Schüler wahr. Nach dem Baccalauréat begann er ein Englischstudium, das er aber nach drei Monaten abbrach, um in das Conservatoire à rayonnement régional de Rouen einzutreten, an dem er unter anderem seine späteren Berufskollegen Valérie Lemercier, Virginie Lemoine, Hugues Protat und Karin Viard kennenlernte.

## Karriere

### Anfänge im Fernsehen und erste Auftritte
Dubosc begann damit, Filme und Fernsehsendungen zu produzieren. 1985 erhielt er seine erste Schauspielrolle in À nous les garçons von Michel Lang. In den nächsten drei Jahren war er Assistent des Magiers Hugues Protat und gab Schauspielunterricht in Paris. Im Jahre 1991 ging er nach Großbritannien und arbeitete als Reporter für Channel 4. Er war 1992 Autor für die erste Fernsehsendung von L'Émission impossible mit diversen anderen Autoren beim Sender TF1.
Nach einer Zeit in New York präsentierte Dubosc 1998 Du beau, du bon, Dubosc, seine erste One-Man-Show im Théâtre de Dix heures. Im Jahr darauf folgte sein nächstes Programm J'Vous ai pas raconté im Cafétheater Le Splendid und in den Jahren bis 2002 an vielen weiteren Orten. Von 2000 bis 2003 kehrte er zum Fernsehen zurück und nahm an der Fernsehsendung  On a tout essayé auf France 2 teil.

### Durchbruch im Kino und auf der Bühne

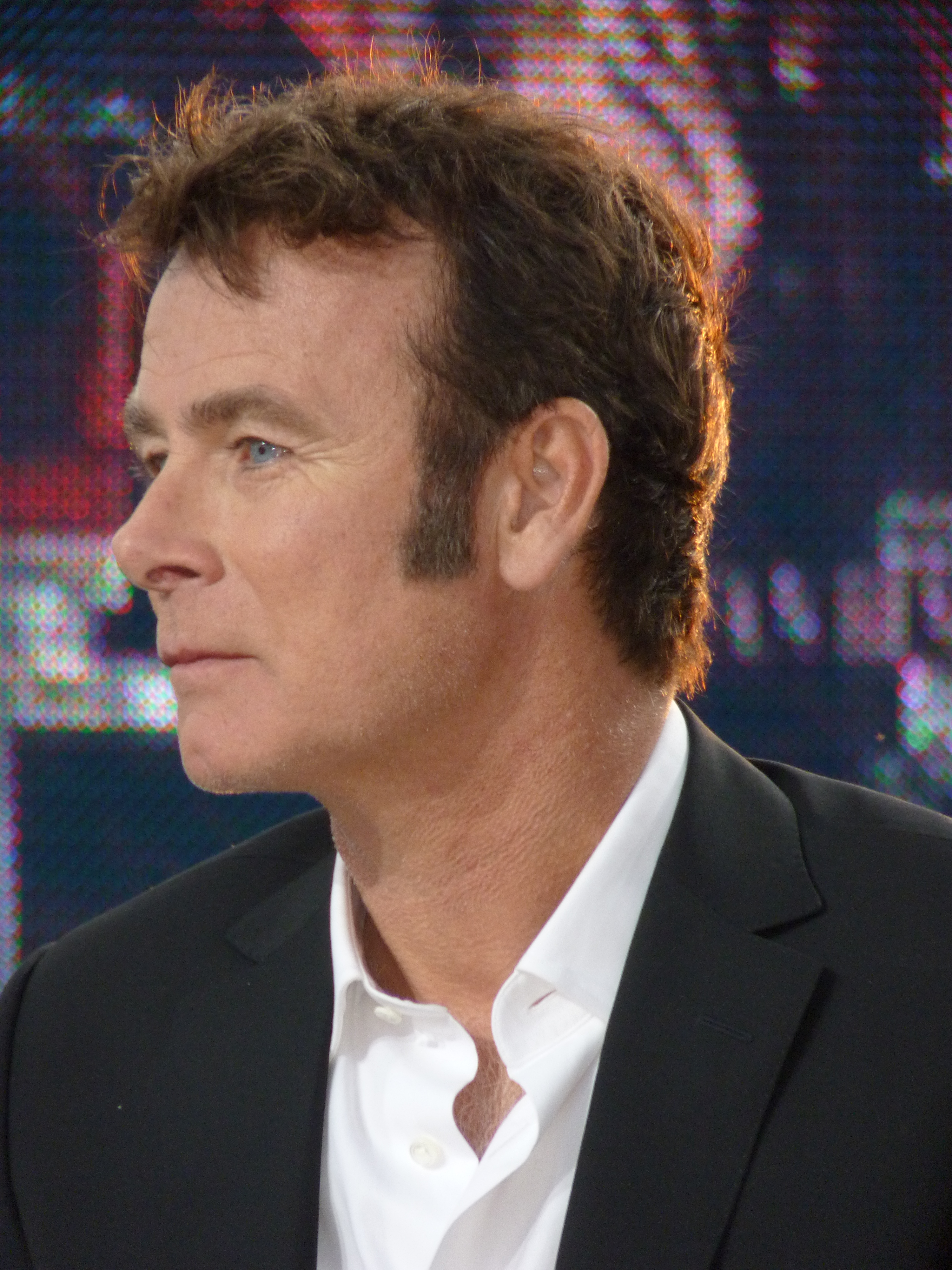
Dubosc bei den Internationalen Filmfestspielen von Cannes 2012

Im Jahr 2006 feierte er mit dem Film Camping einen großen Erfolg. Danach folgten weitere kommerziell erfolgreiche Streifen wie Asterix bei den Olympischen Spielen, aber auch ein Flop mit dem Film Cinéman. 2010 erschien der zweite Teil von Camping und 2013 folgte Boule und Bill, in dem er mit Marina Foïs die Eltern von Boule (Charles Crombez) spielte. 2016 endete die Trilogie Camping mit Camping 3. 2017 folgte der zweite Teil von Boule und Bill.

## Privates
Nach fünf Jahren trennte sich Dubosc 2003 von Sabrina Dufay, einer Fernsehproduzentin. Seit 2006 lebt er mit der über zehn Jahre jüngeren Libanesin Danièle zusammen; seit Juni 2009 sind sie verheiratet. Sie haben zusammen zwei Söhne.

## Filmographie (Auswahl)

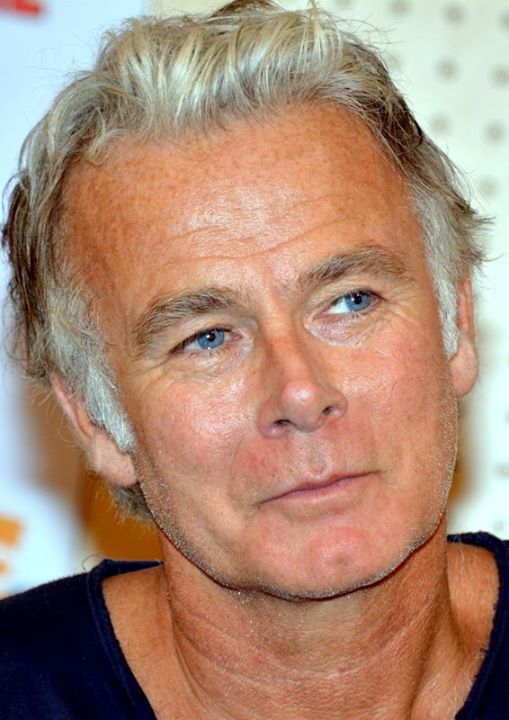
Franck Dubosc (2013)

### Filme
- 1985: Her mit den Jungs (À nous les garçons) – Regie: Michel Lang
- 1986: Justice de flics – Regie: Michel Gérard
- 1997: Le Clone – Regie: Fabio Conversi
- 1998: Charité Biz’ness – Regie: Thierry Barthes, Pierre Jamin
- 1999: Les Parasites – Regie: Philippe de Chauveron
- 1998: Trafic d’influence – Regie: Dominique Farrugia
- 1999: Recto/Verso – Regie: Jean-Marc Longval
- 1999: L’Homme de ma vie – Regie: Stéphane Kurc
- 2004: Au secours, j'ai 30 ans! – Regie: Marie-Anne Chazel
- 2005: Isnogud – Der bitterböse Großwesir (Iznogud) – Regie: Patrick Braoudé
- 2006: Camping – Regie: Fabien Onteniente
- 2008: Asterix bei den Olympischen Spielen (Astérix aux Jeux Olympiques) – Regie: Frédéric Forestier und Thomas Langmann
- 2008: Disco – Regie: Fabien Onteniente
- 2009: Incognito – Regie: Eric Lavaine
- 2009: Cinéman – Regie: Yann Moix
- 2010: Camping 2 – Regie: Fabien Onteniente
- 2011: Le Marquis – Regie: Dominique Farrugia
- 2011: Bienvenue à bord – Regie: Eric Lavaine
- 2012: 10 jours en or – Regie: Nicolas Brossette
- 2012: Plan de table – Regie: Christelle Raynal
- 2012: Die Vollpfosten – Never Change a Losing Team (Les Seigneurs) – Regie: Olivier Dahan
- 2013: Boule & Bill – Zwei Freunde Schnief und Schnuff (Boule et Bill – un film de wouf) – Regie: Alexandre Charlot und Franck Magnier
- 2014: Fiston – Regie: Pascal Bourdiaux
- 2014: Barbecue – Regie: Eric Lavaine
- 2014: SMS – Regie: Gabriel Julien-Laferrière
- 2015: Plötzlich wieder jung – Zurück in die 80er (Bis) – Regie: Dominique Farrugia
- 2015: Pension complète – Regie: Florent Emilio Siri
- 2016: Die Besucher – Sturm auf die Bastille (Les Visiteurs: La Révolution) – Regie: Jean-Marie Poiré
- 2016: Camping 3 – Regie: Fabien Onteniente
- 2016: Les têtes de l’emploi – Regie: Alexandre Charlot
- 2017: Boule und Bill 2 – Regie: Pascal Bordiaux
- 2017: Ein Verlobter zu viel (L’embarras du choix)
- 2018: Liebe bringt alles ins Rollen (Tout le monde debout) – Regie: Franck Dubosc
- 2020: Call My Agent! (Dix pour cent) (Fernsehserie, eine Episode)
- 2020: Zehn Tage ohne Mama (10 jours sans maman)
- 2022: Die Rumba-Therapie (Rumba la vie)
- 2023: Fast perfekte Weihnachten (Noël joyeux)
- 2024: Die Werwölfe von Düsterwald (Loups-garous)